# Oliva (Argentine)
Pour les articles homonymes, voir Oliva.
Oliva est une ville de la province de Córdoba, en Argentine, et le chef-lieu du département de Tercero Arriba. Elle est située à 96 km au sud-est de la capitale provinciale Córdoba. Sa population s'élevait à 9 269 habitants en 2001.

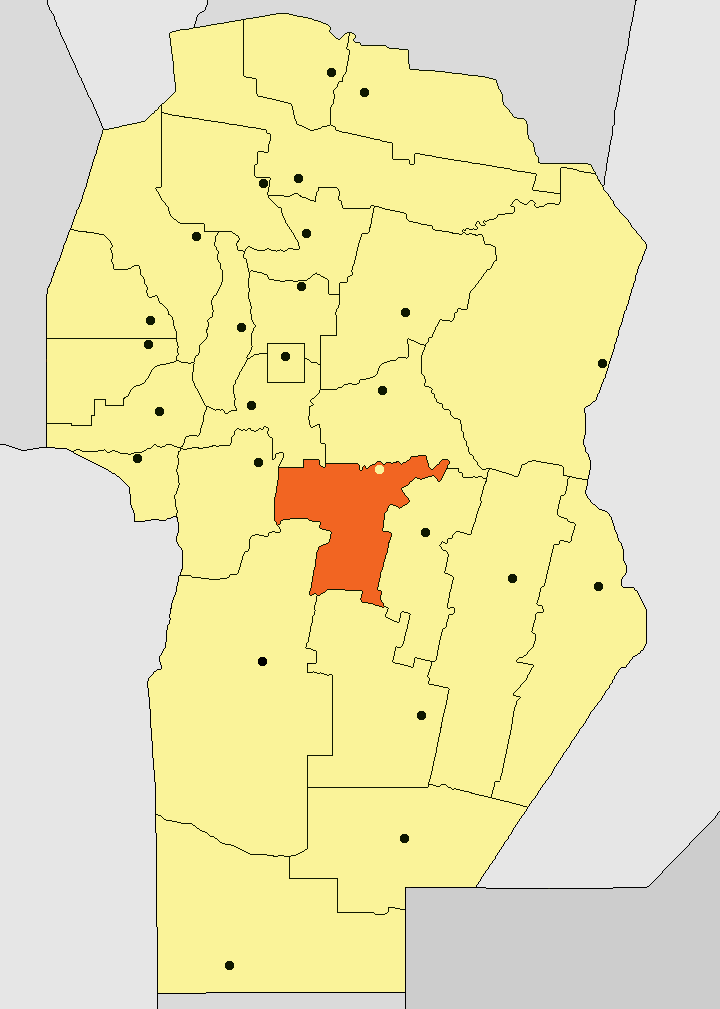
Localisation de la ville dans la province